# Dorfkirche Schönfeld (Perleberg)

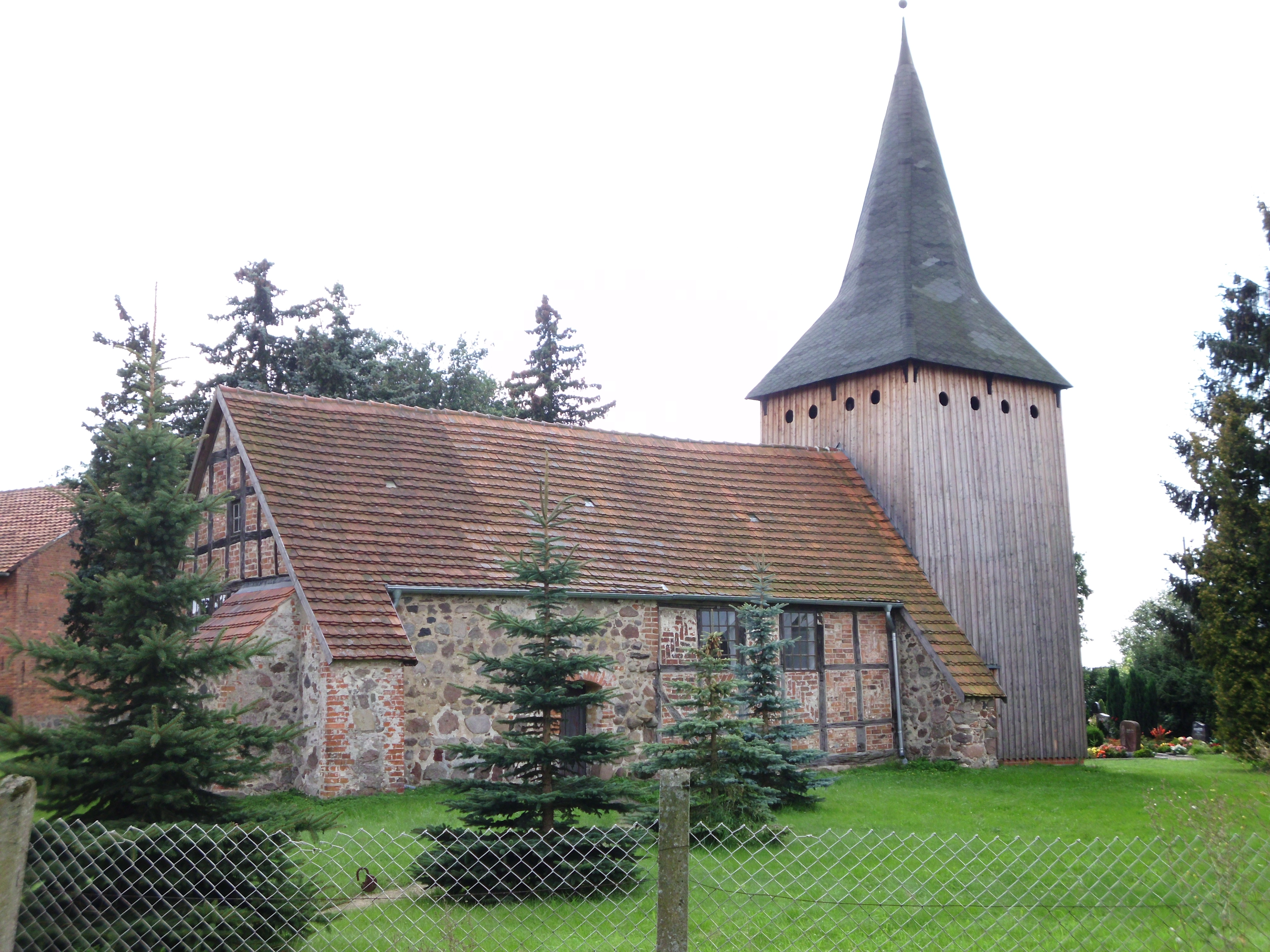
Dorfkirche Schönfeld

Die evangelische, denkmalgeschützte Dorfkirche Schönfeld steht in Schönfeld, einem Ortsteil der Kreisstadt Perleberg im Landkreis Prignitz von Brandenburg. Die Kirche gehört zum Pfarrsprengel Perleberg im Kirchenkreis Prignitz der Evangelischen Kirche Berlin-Brandenburg-schlesische Oberlausitz.

## Beschreibung
Die Osthälfte des Langhauses ist der Rest einer mittelalterlichen Feldsteinkirche mit eingezogenem, rechteckigen Chor. Der Westteil wurde 1525 aus Holzfachwerk, dessen Gefache mit Backsteinen ausgefüllt sind, angefügt. Vor dem erhaltenen spätgotischen Giebel im Westen wurde 1567 ein mit Brettern verkleideter Kirchturm angebaut, der mit einem achtseitigen, schiefergedeckten Knickhelm bedeckt ist.
Der Innenraum ist mit einer Holzbalkendecke überspannt. Zur Kirchenausstattung gehört ein am Anfang des 18. Jahrhunderts gebauter Kanzelaltar mit einem polygonalen Korb der Kanzel. Gleichzeitig entstand der schwebende Taufengel.